# ISEQ 20
El ISEQ 20 es el índice bursátil principal de las compañías que cotizan en la bolsa de Irlanda. El índice comprende 20 compañías con el mayor volumen de negociación y capitalización de mercado contenidas en el índice general ISEQ Overall Index. El índice inició su cotización el 31 de diciembre de 2004 con una base de 1.000 puntos. El Irish Overall Index tiene una trayectoria más larga y se usa usualmente para comparar el desarrollo del mercado bursátil irlandés para largos periodos de tiempo.
Debido al ascenso de la economía del conocido como "Tigre Celta" el índice alcanzó los 1500 puntos en abril de 2007, antes de decaer rápidamente durante la crisis financiera de 2008-2010 por debajo de los 300 puntos, y recuperarse levemente en adelante.
Desde 2005 el ISEQ 20 está cubierto por ETF.

## Composición
Los componentes del índice y sus pesos de las 20 compañías del ISEQ 20.
| Date | 2 de enero de 2007             | 19 de octubre de 2009         | 5 de noviembre de 2010         | 16 de diciembre de 2011        | 30 de marzo de 2012           |
| ---- | ------------------------------ | ----------------------------- | ------------------------------ | ------------------------------ | ----------------------------- |
| 1    | Allied Irish Banks 16.69%      | Allied Irish Banks 7.3%       | Allied Irish Banks 0.74%       | Aer Lingus Group 0.41%         | Aer Lingus Group 0.51%        |
| 2    | Anglo Irish Bank 9.12%         | Aryzta 6.3%                   | Aryzta 7.48%                   | Aryzta 8.25%                   | Aryzta 7.51%                  |
| 3    | Bank of Ireland 12.73%         | Bank of Ireland 8.0%          | Bank of Ireland 4.39%          | Bank of Ireland 3.81%          | Bank of Ireland 4.5%          |
| 4    | CRH 16.94%                     | CRH 20.1%                     | CRH 21.34%                     | CRH 20.86%                     | CRH 18.5%                     |
| 5    | C&C Group 1.8%                 | C&C Group 2.6%                | C&C Group 3.37%                | C&C Group 2.55%                | C&C Group 2.89%               |
| 6    | DCC 1.91%                      | DCC 4.5%                      | DCC 5.54%                      | DCC 4.37%                      | DCC 3.7%                      |
| 7    | Élan Corporation 9.58%         | Dragon Oil 3.5%               | Dragon Oil 4.02%               | Dragon Oil 3.86%               | Dragon Oil 4.26%              |
| 8    | FBD Holdings 0.61%             | Élan Corporation 6.5%         | Élan Corporation 5.85%         | Élan Corporation 12.30%        | Élan Corporation 12.41%       |
| 9    | Grafton Group 1.87%            | FBD Holdings 0.5%             | Glanbia 1.48%                  | Glanbia 1.66%                  | FBD Holdings 0.47%            |
| 10   | Greencore 0.84%                | Glanbia 1.2%                  | Grafton Group 1.99%            | Grafton Group 1.33%            | Glanbia 1.78%                 |
| 11   | IAWS Group 2.57%               | Grafton Group 2.3%            | Greencore 0.7%                 | Greencore 0.70%                | Grafton Group 1.50%           |
| 12   | Independent News & Media 1.38% | Greencore 0.7%                | Icon plc 2.44%                 | Independent News & Media 0.21% | Irish Continental Group 0.66% |
| 13   | Irish Life and Permanent 4.88% | Independent News & Media 0.3% | Independent News & Media 0.59% | Irish Continental Group 0.65%  | Kenmare Resources 3.37%       |
| 14   | Kerry Group 3.29%              | Irish Life and Permanent 4.8% | Irish Life and Permanent 0.9%  | Kenmare Resources 3.29%        | Kerry Group 11.91%            |
| 15   | Kingspan Group 2.40%           | Kerry Group 8.1%              | Kerry Group 11.18%             | Kerry Group 10.75%             | Kingspan Group 2.3%           |
| 16   | McInerney Holdings 0.3%        | Kingspan Group 2.3%           | Kingspan Group 2.26%           | Kingspan Group 2.17%           | Paddy Power 4.73%             |
| 17   | Paddy Power 1.3%               | Paddy Power 2.9%              | Paddy Power 3.77%              | Paddy Power 4.73%              | Ryanair 14.80%                |
| 18   | Ryanair 9.33%                  | Ryanair 14.6%                 | Ryanair 17.44%                 | Ryanair 14.90%                 | Smurfit Kappa 2.71%           |
| 19   | Smurfit Kappa 1.49%            | Smurfit Kappa 2.2%            | Smurfit Kappa 2.84%            | Smurfit Kappa 1.85%            | Total Produce 0.31%           |
| 20   | United Drug 0.97%              | United Drug 1.6%              | United Drug 1.68%              | United Drug 1.35%              | United Drug 1.19%             |